# ميخائيل البطريق
ميخائيل البطريق بحسب المصادر العربيَّة، أو ميخائيل لاخانودراكون بحسب المصادر البيزنطيَّة (باليونانية: Μιχαήλ Λαχανοδράκων)‏ )(توفي 20 يوليو 792) كان جنرالًا بيزنطيًا بارزًا وداعمًا متحمسًا لحركة تحطيم الأيقونات خلال فترة حكم الإمبراطور قسطنطين الخامس (741-775). بفضل ولائه الشديد لهذه الحركة، تمت ترقيته في عام 766 إلى منصب حاكم بند ثريسيان. شن ميخائايل حملة قمعية على أنصار الأيقونات، مستهدفًا الأديرة بشكل خاص. إلى جانب ذلك، أظهر مهارات عسكرية كبيرة وقاد عدة حملات على الخلافة العبَّاسية، قبل لعزله من منصبه حوالي عام 782. لاحقًا، استعاد مكانته الإمبراطورية في عام 790، لكنه لقي حتفه في معركة مارسيلاي ضد البلغار في عام 792.

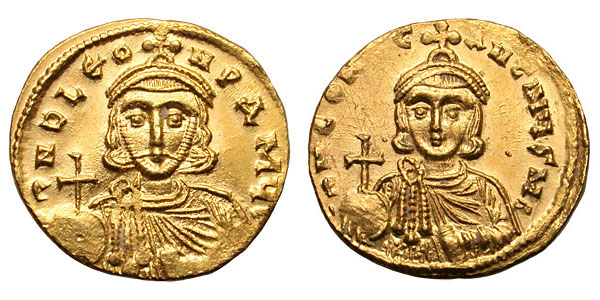
عملة ذهبية للإمبراطور ليو الثالث الإيساوري (حكم 717–741)، إذ صُوِّر مع ابنه وخليفته، قسطنطين الخامس. كان ليو أول من روّج لتدمير الأيقونات، والتي أصبحت سياسة رسمية في عهد قسطنطين.